# ルサチア文化

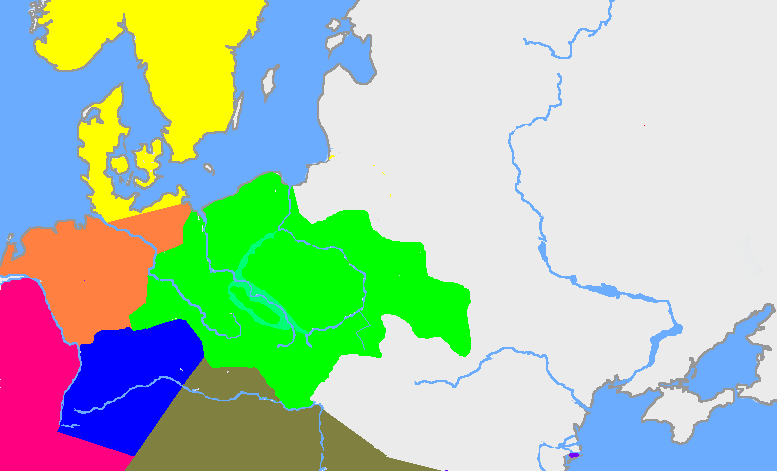
ルサチア文化は黄緑
北欧青銅器時代の北欧諸文化は黄色

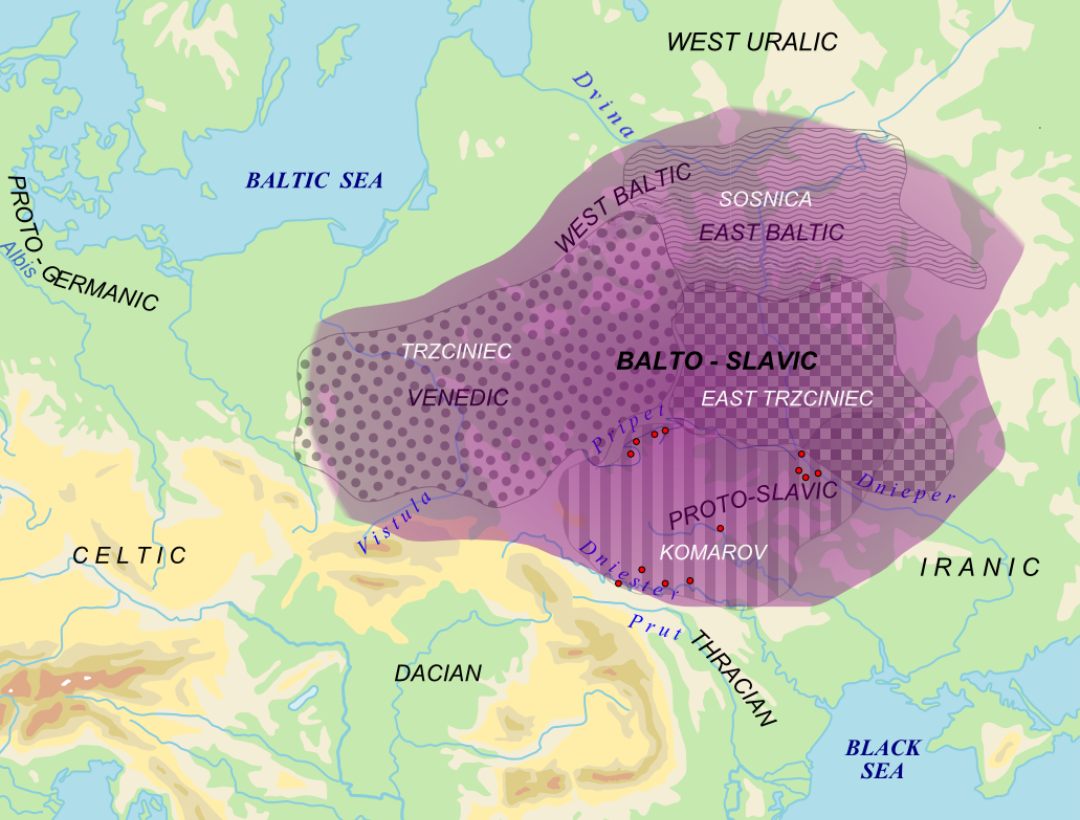
トシュチニェツ文化
（TRZCINIECとEAST TRZCINIEC）

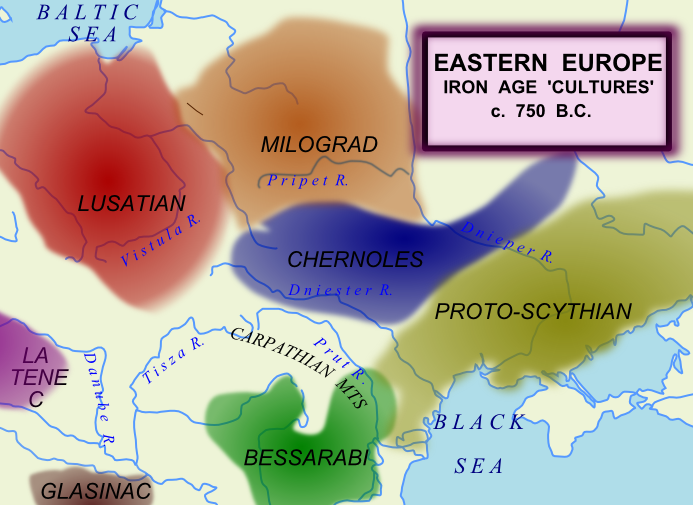
前8世紀のヨーロッパ東部。
赤色がルサチア文化（LUSATIAN）
紺色がチェルノレス文化（CHERNOLES）。

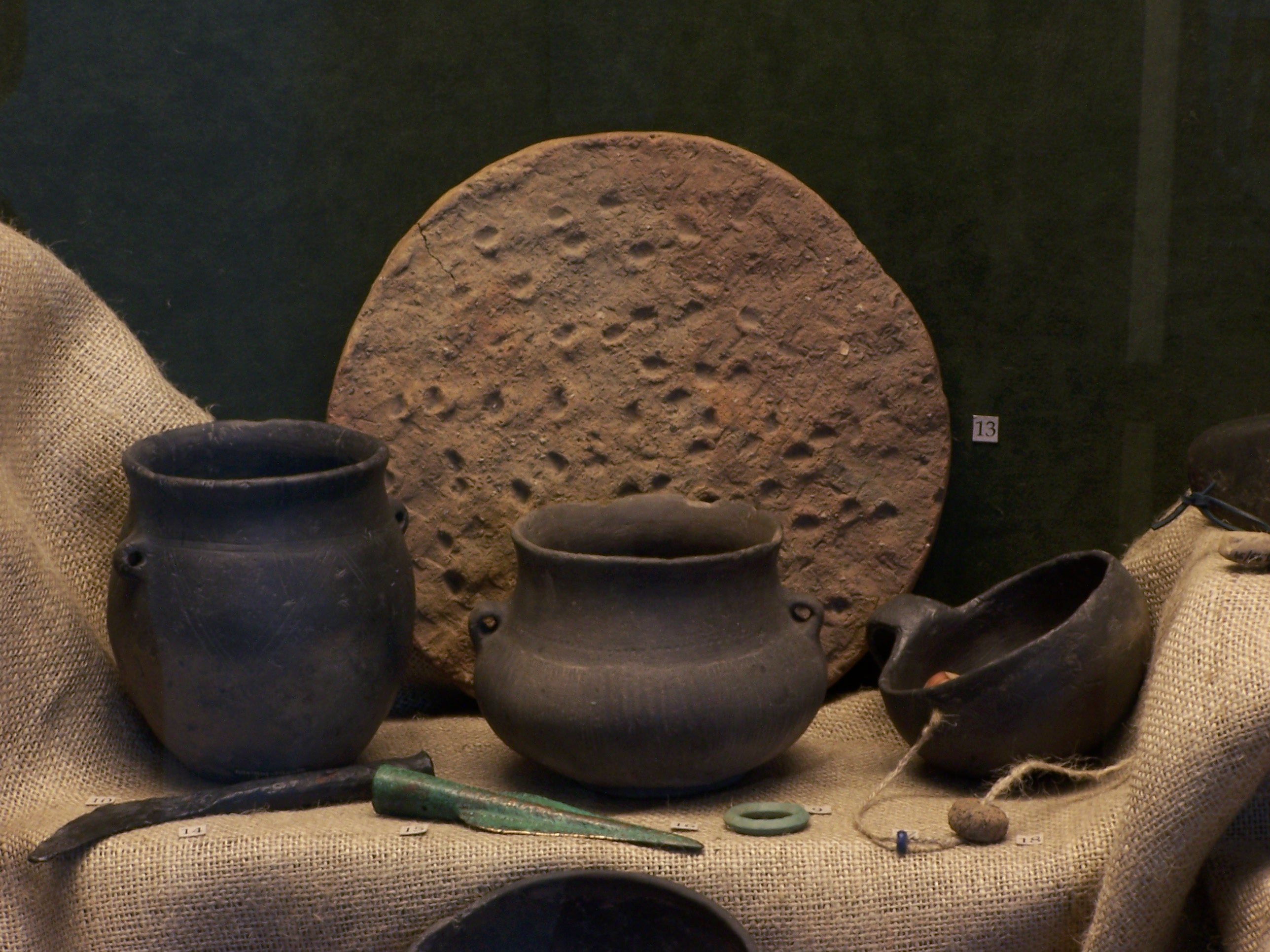
ルサチア文化の土器

ルサチア文化（ルサチアぶんか、英語：Lusatian culture、ルサティア文化とも表記される）は後期青銅器時代から初期鉄器時代（紀元前1300年ごろから紀元前500年ごろまで）にかけて、ポーランドを中心に、チェコ・スロバキア・ドイツ東部・ウクライナのそれぞれ一部地方にかけて広がっていた文化。日本ではラウジッツ文化とも呼ばれる。「ルサチア」（ルサティア）とは地名で、ドイツ語で「ラウジッツ」、ポーランド語やソルブ語で「ウジツェ」と呼ばれる、ドイツ東部からポーランド西部にかけての地方の、ラテン語での名称。
ルサチア文化は骨壺墓地文化と呼ばれる青銅器時代の中央ヨーロッパ文化群のうちのひとつで、東部群を構成する。ウーニェチツェ文化（en:Únětice culture）のうち、東部に当たるポーランドにおける発展型であるトシュチニェツ文化の後継文化。トシュチニェツ文化はプロト・スラヴ人と関連があるとされている文化で、東はドニエプル川中流域の東岸地帯、西はオドラ川（オーデル川）の中流・上流域の西岸地帯にまで広く発展していた。なお、ウーニェチツェ文化の西部は墳墓文化を経て、のちに骨壺墓地文化の西部群を構成して、東部群のルサチア文化と併存した。
一般的には、イリュリア語がこのラウジッツ文化に由来しこの文化の担い手はこの当時この地に住んでいたときのイリュリア人であっただろうと推測されている。その後の彼らについては、すべてが南方へ移住してしまったという説と、一部が南方へ移住したいっぽうこの地に残った人々も多く、彼らの文化がポメラニア文化に移行したとする説もある。ルサチア文化は少なくともプレ・スラヴ祖語の文化であると考えられる。
プレ・スラヴ祖語の諸集団は血統としては将来のスラヴ人の基層を構成する要素となったものではあるが、その言語はその時代はまだスラヴ語派には属していないか、あるいはそもそもスラヴ語派（スラヴ祖語）そのものが未だ発生していないかのどちらかの状態である。したがって、これらの諸集団はこの時代に限定すればプレ・スラヴ祖語と同時にプレ・ゲルマン祖語の状態の諸集団であったとも言える。つまり、この人々がイリュリア人であるとすれば、南方へ移住する時代より前の古い時代のイリュリア語はスラヴ語派にもゲルマン語派にもその他の語派にもいまだ属さない言語であったと言える。
ルサチア文化の場合は、同時代の、すでにスラヴ語派（スラヴ祖語）の文化と推定されている東方のチェルノレス文化の存在から、この時代はスラヴ語派はもう発生していたと推定されるが、ルサチア文化の地域住民がスラヴ語派（スラヴ祖語）であったという明確は証拠はない。しかしルサチア文化はのちにチェルノレス文化の影響を受けてポメラニア文化に発展している。また、ルサチア文化の先駆文化はプロト・スラヴ人のものと広く考えられているトシュチニェツ文化の西方群である。したがって、このルサチア文化の住民の言語はプレ・スラヴ祖語であることはほぼ確かであるものの、それ以上のこと、つまりゲルマン語派であるとかスラヴ語派であるとかケルト語派であるとかいったことは可能性の話に過ぎない。ただし、イリュリア語についてはケントゥム語派の要素だけでなくサテム語派の要素も強く見られ、現在でもこの言語がケントゥム語派であったのかサテム語派であったのかを巡っての論争がある。スラヴ祖語は、東方からやってきたイラン語派の遊牧民社会との交流によって言語の音声や一部の語彙がケントゥム語派からサテム語派に変化したものであるため、イリュリア語にもサテム語派の要素がみられる事実は注目すべき点である。
なお、イリュリア語とゴート語との類似性についてドイツなどで過去に熱心な研究が行われていたにもかかわらず、イリュリア語がゲルマン語派（ゲルマン祖語）であった可能性は限りなく低い。と、いうのも、ルサチア文化の時代にゲルマン語派が成立していた可能性そのものがほとんどないからである。現在では、ゲルマン語派はルサチア文化の終わる紀元前5世紀ごろに西方のドイツ中北部で発展していたヤストルフ文化で発生した比較的新しい語派であると考えられている。
骨壺墓地文化（の西部群）の中心であるドイツ中北部一帯はこれよりずっと古い球状アンフォラ文化の時代よりインド・ヨーロッパ語族が数次にわたってその勢力を東西南北へ広げた原郷となっており、ドイツ中北部からポーランド中部にかけての一帯はクルガン仮説では「インド・ヨーロッパ語族の第二の原郷」と呼ばれている。ルサチア文化は後期になると、スラヴ語派の文化と推定される、東隣のスキュティア地方でほぼ同時期に続いていたチェルノレス文化の影響を強く受けるようになり、その結果ポメラニア文化へと発展している。

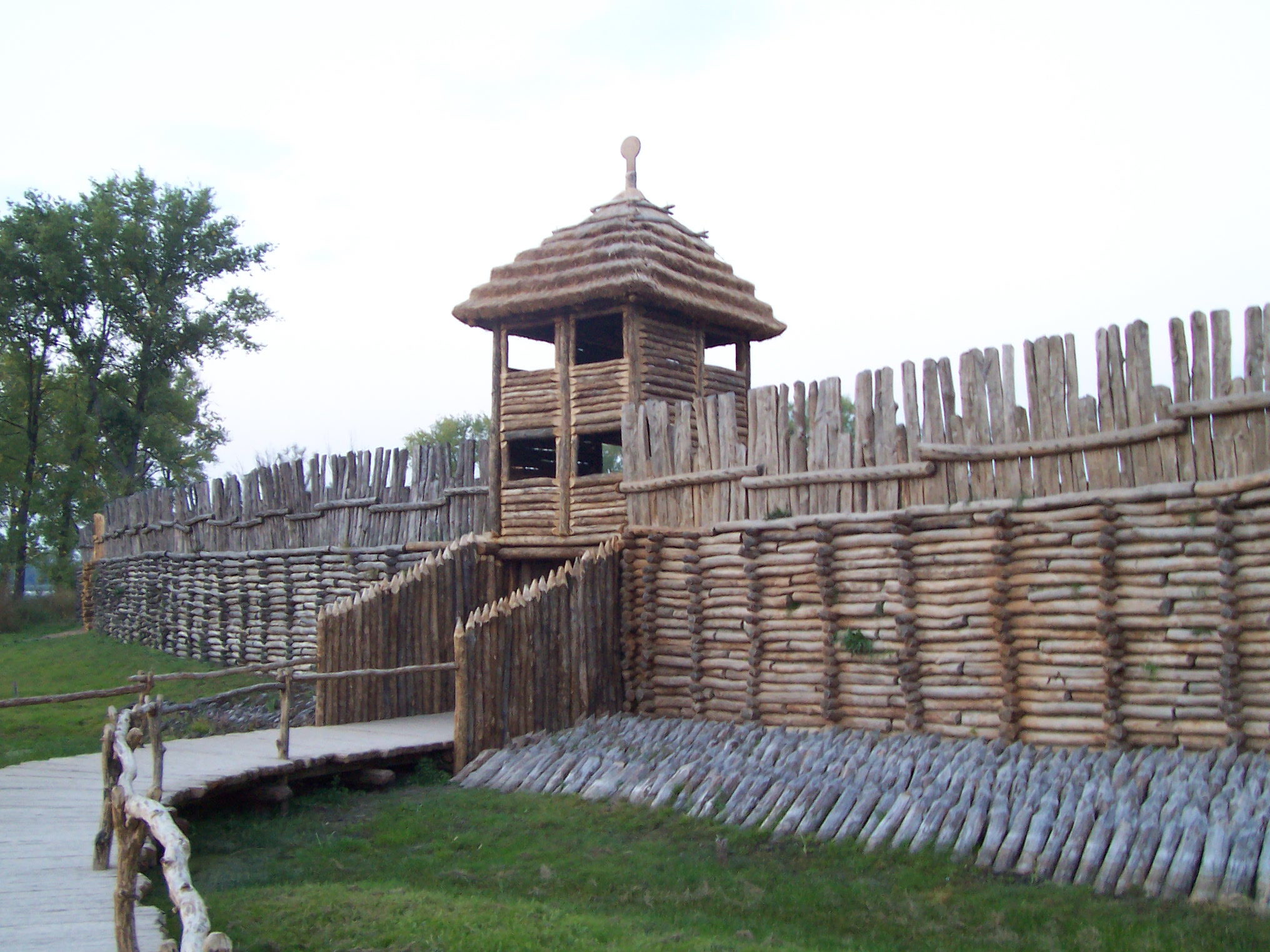
ビスクピン遺跡

最も有名な遺跡はポーランドのビスクピン（Biskupin）にある。
この時代は北欧の年代区分でのモンテリウスIII期からV期に相当する。北欧青銅器時代（Nordic Bronze Age）に属するスウェーデン東部と、ルサチア文化に属しポーランド北部をはじめとするバルト海南岸一帯との交流の影響が顕著に見られる。特にスウェーデン側では、ポーランド側からもたらされたと思われる装飾品が発見され、陶器、家屋の構造、墓地の形式にもルサチア文化との深い交流の跡がうかがわれる。特に社会のエリート層同士の交流が盛んであったものとみられる。このような、バルト海を挟んだ密接な交流は初期鉄器時代まで続いた。これはゴート族出身の歴史家ヨルダネスがゴート人の故地をスウェーデン東部としていたことに結びつけられて考えてきたが、近年の調査により、スカンジナヴィアから多くの人々がバルト海南岸に移住してきたという説そのものが放棄されていて、ヴィェルバルク文化（ゴート族が大きく勢力を広げた時期の文化）はバルト海南岸における前の時代の土着の諸文化に由来すると推定されている。そして、ゴート族の起源が北欧にあるとする説（ゴート起源説）は、おそらく4世紀に捏造されたものであるか、あるいは単なる伝統的な俗説の類だと考えられている。ルサチア文化その他の骨壺墓地文化に属する諸文化とスカンジナヴィア半島東部との後期青銅器時代から初期鉄器時代にかけての長期にわたる深い社会的交流があったこと自体はおそらく事実であろう。ゴート族はおそらくポメラニア地方でルサチア文化ないしその後継のポメラニア文化から発生した地方文化のオクシヴィエ文化で部族として成立し、のちに移動を開始するとその経路にあったプシェヴォルスク文化（の一部）と融合してヴィエルバルク文化となり拡大発展することになる。
このようにスウェーデン東部との密接な交流があったことから、ルサチア文化は北欧青銅器時代に含まれる諸文化のひとつと見られることもある。また、留め金や留め針といった装飾品や武器には、ハルシュタット文化とラ・テーヌ文化の影響が見られる。